# Manaus
Manaus (portugalsko: [mɐˈnaws, ma-] ) je glavno in največje mesto brazilske zvezne države Amazonas. Je sedmo največje mesto v Braziliji, z ocenjenim prebivalstvom leta 2022 2.063.689, razporejenim na površini približno 11.401 km². Mesto, ki je v vzhodnem središču države, je središče metropolitanskega območja Manaus in največje metropolitansko območje v severni regiji Brazilije glede na urbano površino. Je v bližini sotočja rek Rio Negro in Amazonke. Je eno od dveh mest v amazonskem deževnem gozdu z več kot milijonom prebivalcev, poleg Beléma.
Mesto je bilo ustanovljeno leta 1669 kot utrdba São José do Rio Negro. Leta 1832 je bilo povzdignjeno v mesto z imenom Manaus, spremenjenim črkovanjem domorodnih ljudstev Manaós in pravno preoblikovan v mesto 24. oktobra 1848 z imenom Cidade da Barra do Rio Negro, portugalsko za 'Mesto obrobja Črne reke'. 4. septembra 1856 se je vrnilo k prvotnemu imenu.
Manaus je v središču amazonskega deževnega gozda in je dom Nacionalnega inštituta za raziskave Amazonije, ki je najpomembnejši center za znanstvene študije v regiji Amazonije in za mednarodna vprašanja trajnosti. V začetku stoletja je bilo znano kot Srce Amazonije in Gozdno mesto. Trenutno je njegov glavni gospodarski motor industrijski park Manaus, svobodna ekonomska cona. Mesto ima prosto pristanišče in mednarodno letališče. Njegovi izdelki vključujejo elektroniko, kemične izdelke in milo; tam sta destilarna in ladjedelniška industrija. Manaus izvaža tudi brazilske oreščke (Bertolecija), naravni kavčuk, juto in olje palisandra. Ima stolnico, operno hišo, živalski in botanični vrt, eko park ter regionalne in domorodne muzeje.
Reki Solimões in Rio Negro se srečata vzhodno od Manausa in se združita v reko Amazonko (uporaba brazilske definicije reke; drugje Solimões velja za zgornji del Amazonke). Zaradi kavčuka je bilo najbogatejše mesto v Južni Ameriki v poznem 19. stoletju. Kavčuk je tudi pomagal, da si je Manaus prislužil vzdevek Tropski Pariz. Številne bogate evropske družine so se naselile v Manausu in s seboj prinesle ljubezen do prefinjene evropske umetnosti, arhitekture in kulture. Manaus je bil eno od dvanajstih brazilskih mest gostiteljev Svetovnega prvenstva v nogometu 2014, pa tudi eden od petih pododdelkov Poletnih olimpijskih iger 2016.

## Etimologija
Ime Manaus izhaja iz besede domorodnega ljudstva Manaós, kar pomeni 'mati bogov'.

## Zgodovina

### Zgodnja naselbina Manausa
Zgodovina evropske kolonizacije Manausa se je začela leta 1499 s prihodom Špancev v izliv reke Amazonke. Španci so nato nadaljevali s koloniziranjem regije severno od Brazilije. Razvoj se je nadaljeval v letih 1668–1669, ko so Portugalci zgradili utrdbo São José da Barra do Rio Negro, da bi zagotovili svojo prevlado v regiji, zlasti proti Nizozemcem, ki so takrat imeli sedež v današnjem Surinamu. Utrdba je bila zgrajena iz skale in gline, s štirimi topovi, ki so varovali kurtine. Delovala je več kot 100 let. Ob utrdbi je bilo veliko avtohtonih mesticev, ki so pomagali pri njeni gradnji in začeli živeti v bližini.
Prebivalstvo je tako naraslo, da so leta 1695 misijonarji (karmeličani, jezuiti, frančiškani) zgradili bližnjo kapelo, posvečeno Nossa Senhora da Conceição (Materi božji spočetja), ki je sčasoma postala zavetnica mesta. Kraljeva listina z dne 3. marca 1755 je ustanovila kapitanijo São José do Rio Negro s prestolnico v Mariuáju (zdaj Barcelos), toda ker se je guverner Lobo D'Almada bal španske invazije, se je sedež vrnil Lugarju de Barri leta 1791. Ker leži na sotočju rek Rio Negro in Amazonke, je bila strateška točka. 13. novembra 1832 je bil Lugar da Barra povišan v status mesta in imenovan Manaus. 24. oktobra 1848 se je v skladu z zakonom 145 provincialne skupščine Para preimenovalo v mesto Barra do Rio Negro. 4. septembra 1856 mu je guverner Herculano Ferreira Pena končno dal ime "Manaus".

### Cabanagem
Cabanagem je bil upor, v katerem so se črnci, ameriški domorodci in mešanci borili proti beli politični eliti in leta 1835 prevzeli oblast. Cabanagem je zmanjšal število prebivalcev takratne države Grão-Pará s približno 100.000 na 60.000. Vključevanje upornikov iz Zgornje Amazonije (danes Manaus) v tisto, kar je bilo prvotno gibanje s sedežem v Belému, je bilo ključnega pomena za rojstvo trenutnega stanja Amazonije. V kratkem obdobju revolucije so skupine upornikov Cabanos iz Zgornje Amazonije tavale po vsej regiji in dvakrat zasedle Manaus, v večini naselij pa je njihov prihod pozdravilo nebelo prebivalstvo, ki se je spontano pridružilo njihovim vrstam, kar je vodilo do večjega števila privržencev gibanja. S tem je prišlo do povezovanja ljudi v regiji, ki je tvorila državo.

### Razmah kavčuka
Manaus je bil v poznem 19. stoletju središče razmaha kavčuka v regiji Amazonije. Nekaj časa je bilo »eno najbolj razkošnih mest na svetu«. Zgodovinar Robin Furneaux je o tem obdobju zapisal: »Nobena ekstravaganca, pa čeprav absurdna, ni odvrnila« gumarskih baronov. »Če bi en gumarski baron kupil ogromno jahto, bi drugi v svojo vilo namestil krotkega leva, tretji pa bi svojega konja napojil s šampanjcem.« Mesto je zgradilo veliko operno hišo z ogromnimi kupolami in pozlačenimi balkoni ter z uporabo marmorja, stekla in kristala iz vse Evrope. Operna hiša je stala deset milijonov (javno financiranih) dolarjev. V eni sezoni je polovica članov ene gostujoče operne skupine umrla zaradi rumene mrzlice. Operna hiša, imenovana Teatro Amazonas (Amazonsko gledališče), je bila večino 20. stoletja dejansko zaprta. Vendar je bila uporabljen v prizorih filma Wernerja Herzoga Fitzcarraldo (1982). Po skoraj 90-letnem premoru se je leta 1997 ponovno odprla za produkcijo opere v živo in zdaj privablja izvajalce z vsega sveta.
Ko so semena kavčukovca pretihotapili iz amazonskega območja, da bi jih gojili na plantažah v jugovzhodni Aziji, sta Brazilija in Peru izgubila svoj monopol nad izdelkom. Razcvet kavčuka se je nenadoma končal, veliko ljudi je zapustilo glavna mesta, Manaus pa je zapadel v revščino. Razmah kavčuka je omogočil elektrifikacijo mesta, preden so jo namestili v številna evropska mesta, vendar je konec razmaha povzročil, da so generatorji predragi za delovanje. Mesto več let ni moglo proizvajati električne energije.

### Prosta cona
V 1960-ih med vzpostavitvijo vojaške diktature v Braziliji je novoustanovljena vlada, zaskrbljena zaradi »demografske vrzeli v Braziliji«, začela uvajati številne projekte v notranjosti države, zlasti v regiji Amazonije, z uvedbo Prostotrgovinske cone Manaus leta 1967 in z odprtjem novih cest v regiji. Mesto je imelo dolgo obdobje naložb v finančni in gospodarski kapital, tako nacionalni kot mednarodni, ki so ga pritegnile davčne spodbude, ki jih je podelila prosta cona. V tem obdobju je imel Manaus ogromno demografsko rast in je postal eno najbolj naseljenih mest v Braziliji.

### Nedavni dogodki
Manaus je bil eno od mest gostiteljev svetovnega prvenstva v nogometu leta 2014 in eden od sedežev nekaterih olimpijskih nogometnih iger. Bilo je edino gostiteljsko mesto v amazonskem deževnem gozdu in geografsko najbolj izolirano, saj je bilo severneje in zahodneje kot katero koli drugo gostiteljsko mesto. 
Januarja 2017 je prišlo do velikih zaporniških nemirov, ki so se začeli v Manausu in se kasneje razširili na dve dodatni mesti v Braziliji, kar je sprožilo varnostne težave v državi.
Med pandemijo COVID-19 v Braziliji je bilo po ocenah 76 % prebivalcev Manausa okuženih s koronavirusom in razpravljalo se je o možnosti čredne imunosti. Vendar pa je drugi izbruh okužil ljudi v Manausu, tokrat z različico Lineage B.1.1.248, ki se je začela v začetku januarja 2021.

## Geografija
Največje mesto v severni Braziliji, Manaus, zavzema površino 11.401 kvadratnih kilometrov, z gostoto 158,06 prebivalcev na kvadratni kilometer. Sosednja mesta so Presidente Figueiredo, Careiro, Iranduba, Rio Preto da Eva, Itacoatiara in Novo Airão.

### Vegetacija
Manaus leži sredi amazonskega deževnega gozda. Amazonija predstavlja več kot polovico preostalih deževnih gozdov na planetu in obsega največje in z vrstami najbolj bogato območje tropskega deževnega gozda na svetu. Tropski deževni gozdovi so z vrstami najbolj bogat biom in v Ameriki so dosledno bogatejši z vrstami kot deževni gozdovi v Afriki in Aziji. Kot največje območje tropskega deževnega gozda v Amerikah imajo amazonski deževni gozdovi neprimerljivo biotsko raznovrstnost. Več kot ena tretjina vseh vrst na svetu živi v amazonskem pragozdu.

### Zelene površine
Kljub temu, da leži v Amazoniji, je Manaus gosto razvit in ima malo zelenih površin v mestu. Največje zelene površine so:
- Park Mindu v južnem središčnem delu mesta, okrožje Park 10. Park Mindú, ustanovljen leta 1989, je eden največjih in najbolj obiskanih parkov v mestu.
- Park Bilhares, ustanovljen leta 2005, je v južni osrednji regiji Manaus, v soseski Planalto ('planota').
- Območje zelenega hriba Aleixo, ki je nastalo v 1980-ih, je na vzhodu mesta in je eno največjih mestnih zelenih območij.
- Državni park Sumaúma je na severu Manausa, v okrožju Novega mesta. Je najmanjši državni park v brazilskem amazonskem bazenu.
- Zatočišče za divje živali Castanheiras Pied Tamarin, 95 hektarjev veliko zatočišče, ustanovljeno leta 1982 za zaščito populacije ogroženih goloobrazih tamarink.
- Gozdni rezervat Adolfo Ducke, biološki rezervat, ustanovljen leta 1963, pokriva površino 100 kvadratnih kilometrov. Rezervat upravlja INPA (Instituto Nacional de Pesquisas da Amazonia – Nacionalni inštitut za raziskave Amazonije).
- Del narodnega parka Anavilhanas, 350.018 hektarjev ohranitvene enote, ki je bila prvotno ekološka postaja, ustanovljena leta 1981.[28]
- Približno 75 % varstvenega okoljskega območja na levem bregu reke Rio Negro, 611.008 hektarjev ohranitvenega območja trajnostne rabe, ustvarjenega leta 1995.[29]
- 11.930 hektarjev velik rezervat za trajnostni razvoj Tupé, ustanovljen leta 2005, približno 25 kilometrov zahodno od mesta.[30]
- 86.601 hektarjev velik južni odsek državnega parka Rio Negro, ustanovljen leta 1995, približno 40 kilometrov s čolnom severozahodno od mesta.[31]

### Podnebje
Manaus ima tropsko monsunsko podnebje (Am) po Köppnovi podnebni klasifikaciji, ravno dovolj suho v najbolj sušnem mesecu, da ni podnebje tropskega deževnega gozda, s povprečno letno kompenzirano temperaturo 27,4 °C in visoko zračno vlago, z indeksom padavin okoli 2300 mm letno. Letni časi so relativno dobro definirani glede dežja: od julija do septembra je razmeroma suho, od decembra do maja pa zelo deževno. Nevihte so poleti pogoste vsak dan, lahko pa se pojavijo kadarkoli v letu. V mestu je občasno padala toča.
Zaradi bližine mesta ekvatorju je vročina v lokalnem podnebju stalna. Pozimi ni hladnih dni in le redko zelo intenzivne polarne zračne mase v južnem osrednjem delu Brazilije in na jugozahodu Amazonke nekoliko vplivajo na mesto, kot se je zgodilo avgusta 1955. A čeprav so redke, vplivajo na podnebje in povzročijo padec temperature na 18 °C ali manj. Bližina gozda se običajno izogne ekstremni vročini in naredi mesto mokro.
Po podatkih Nacionalnega inštituta za meteorologijo (INMET) je bila najvišja temperatura, zabeležena v mestu, leta 2015 39 °C, najnižja pa leta 1989 12 °C.
26. novembra 2009 so v Manausu zabeležili primer kislega dežja. Vzrok za ta pojav je bilo onesnaženje zraka, ki ga je v veliki meri povzročilo kopičenje dima zaradi kurjenja in prometa. Čeprav je pojav kislega dežja pogost v nekaterih brazilskih prestolnicah, kjer je velika koncentracija avtomobilov, v Manausu in drugih mestih Amazonije stanje poslabša dolgotrajno obdobje suše z dimom gozdnih požarov.

### Hidrologija
Mestno območje pokriva vsa ali del štirih porečij, vseh pritokov reke Rio Negro. Potoka São Raimundo in Educandos sta v celoti zaprta v mestu. Tarumã Açu tvori zahodno mejo mesta v spodnjem toku in se napaja iz več pritokov, ki izvirajo iz rezervata Ducke in tečejo skozi severni in zahodni del mesta. Puraquequara tvori vzhodno mejo mestnega območja v spodnjem delu.

### Okrožja in regije
Metropolitanska regija Manaus (RMM) je metropolitansko območje, ki obsega osem mest zvezne države Amazonas, vendar brez somestja.
Manaus je razdeljen na sedem regij: severno, južno, osrednje-južno, vzhodno, zahodno, srednje zahodno in podeželje. Vzhodni del mesta je najbolj poseljen s približno 600.000 prebivalci (2007). Severna regija mesta je imela najvišjo stopnjo rasti prebivalstva v zadnjih letih in ima največjo sosesko mesta, sosesko Nova Cidade. Regija Center-South ima najvišji dohodek na prebivalca. Vzhodna cona je znana po velikem številu hribov.

#### Soseske
Prva soseska (bairro), ustanovljena v Manausu, je bila Educandos. Od tam so se začela zasedati druga območja mesta, saj so prišli migranti iz drugih regij Brazilije.
Manaus ima največjo sosesko v Latinski Ameriki, sosesko Cidade Nova, ki ima 264.449 prebivalcev, ocenjujejo pa, da število prebivalcev presega 300.000 prebivalcev. Cidade Nova je večja od vseh mest znotraj preostale zvezne države Amazonas. S stalnostjo in krepitvijo proste ekonomske cone Manaus je mesto začelo prejemati naložbe in stalne migracije ljudi iz mnogih delov države in severne Brazilije.
Najbogatejša soseska v Manausu je Adrianópolis, ki je v osrednjem in južnem delu mesta. Središče mesta Manaus je v južnem delu mesta, poleg reke Rio Negro. Po letih razvoja je zgodovinsko središče oblasti zanemarilo in postalo je območje predvsem za trgovino in revnimi stanovanji. Obstaja načrt, da bi mestnemu središču povrnili nekdanji sijaj, tako da bi s pločnikov odstranili berače in neredne prodajalce ter s tem zagotovili večjo varnost turistom in domačinom, ki se skušajo sprehajati po zgodovinskih delih mesta. Vse te načrte je spodbudilo svetovno prvenstvo 2014.

## Gospodarstvo
Manaus je šesto največje gospodarstvo v Braziliji. Po podatkih IBGE je leta 2014 njen BDP znašal 67,5 milijarde R$. Dohodek na prebivalca v mestu je bil 33.446 R$. Čeprav je bila glavna industrija Manausa skozi večji del 20. stoletja kavčuk, je njegov pomen upadel. Glede na lokacijo so ribe, divji sadeži, kot sta Açaí in Cupuaçu, in brazilski oreščki začetek pomembne trgovine, prav tako rafiniranje nafte, proizvodnja mila in kemična industrija. V zadnjih desetletjih je sistem zveznih naložb in davčnih spodbud spremenil okoliško regijo v veliko industrijsko središče (svobodna ekonomska cona Manaus).
Podjetja mobilnih telefonov LG, Nokia, Samsung, Siemens, Sagem, Gradiente in BenQ-Siemens upravljajo tovarne za proizvodnjo mobilnih telefonov v Manausu. Tukaj ima obrat tudi proizvajalec plastičnih leč Essilor. Brazilski proizvajalec terenskih vozil Amazon Veiculos ima sedež v Manausu. Dve letalski družbi, MAP Linhas Aéreas in Manaus Aerotáxi, imata sedež na območju mednarodnega letališča Eduardo Gomes v Manausu.

## Znamenitosti in zanimivosti
Zaradi lege Manausa v amazonskem deževnem gozdu privablja veliko število brazilskih in tujih turistov, ki prihajajo opazovat divje živali na kopnem in v rekah. Tu živi tudi eden najbolj ogroženih primatov v Braziliji, goloobraza tamarinka (Saguinus bicolor).
Približno 18 km od središča mesta je plaža Ponta Negra, soseska, ki ima obalno območje in priljubljeno nočno življenje. Razkošen hotel je na zahodnem koncu Ponta Negre; njegov živalski vrt in rastlinjak z orhidejami ter ohranjeni gozdovi in plaža so odprti za javne obiske.
Mercado Adolpho Lisboa, ustanovljena leta 1882, je najstarejša tržnica v mestu, kjer trgujejo s sadjem, zelenjavo in predvsem ribami. Je kopija pariške tržnice Les Halles. Druge zanimive zgodovinske znamenitosti so stavba carine, mešanih slogov in srednjeveškega navdiha, kulturni center palača Rio Negro in pravosodna palača, tik ob Amazonskem gledališču.
Manaus ima tudi veliko velikih parkov z zaščitnimi območji avtohtonih gozdov, kot sta Bosque da Ciência in Parque do Mindú. Največji urbani gozd na svetu je v okviru Zvezne univerze Amazonas, ki je bila ustanovljena 17. januarja 1909 in je najstarejša zvezna univerza v Braziliji.
Manaus ima tudi več nakupovalnih središč, kot so Manauara Shopping, Amazonas Shopping Center, Millennium Shopping, Shopping Ponta Negra, Studio 5 Festival Mall, Shopping Cidade Nova, Manaus Plaza Shopping, Shopping Sao José in druga majhna nakupovalna območja. Večina teh nakupovalnih centrov vključuje velike restavracije in kinodvorane.
Izletniški čolni zapustijo Manaus, da si ogledajo srečanje voda (portugalsko Encontro das Àguas), kjer se črne vode reke Rio Negro srečajo z rjavimi vodami reke Solimoes, ki tečeta ena ob drugi, ne da bi se mešali približno 9 km. Obiskovalci lahko tudi raziskujejo rečne bregove in igarape, plavajo in vozijo s kanujem v mirnih jezerih, se preprosto sprehajajo po bujnem gozdu ali ostanejo v hotelih v džungli.

### Ekološki park Januari
Ekološki park Januari (Parque Ecologico Januari) je ekološki park v bližini Manausa, priljubljen zaradi neposrednega ogleda amazonskih deževnih gozdov.
Ekološki park Januari nudi vpogled v amazonski deževni gozd. Park s široko paleto ekosistemov, od suhih gozdov do poplavljenih gozdov in nižin, ponuja odlično izkušnjo za tiste, ki se želijo povezati z naravo in sodelovati z njeno floro in favno. Park je približno 45 minut vožnje z ladjo od Manausa in pokriva površino 9000 hektarjev, lahko se vozite s kanujem po številnih jezerih in potokih ter raziskujete značilne rastline v deževnem gozdu. Ključna atrakcija tukaj je vodna lilija Victoria amazonica, ki cveti le tri dni in je simbolična za regijo.